# Сан-Паоло-алле-Тре-Фонтане (титулярная диакония)
Титулярная диакония Сан-Паоло-алле-Тре-Фонтане (лат. Diaconia Sancti Pauli ad Aquas Salvias) — титулярная церковь была создана Папой Бенедиктом XVI 20 ноября 2010 года буллой Purpuratis Patribus. Титулярная диакония принадлежит церкви Сан-Паоло-алле-Тре-Фонтане, которая является частью комплекса аббатства Тре Фонтане, расположенной в квартале Рима Ардеатино.

## Список кардиналов-дьяконов титулярной диаконии Сан-Паоло-алле-Тре-Фонтане
- Мауро Пьяченца (20 ноября 2010 — 3 мая 2021), титулярная диакония pro hac vice (3 мая 2021 — по настоящее время).